# Єврюжихін Геннадій Єгорович
Геннадій Єгорович Єврюжихін (рос. Геннадий Егорович Еврюжихин, нар. 4 лютого 1944, Казань — пом. 15 березня 1998, Москва) — радянський футболіст, що грав на позиції нападника. Майстер спорту СРСР міжнародного класу.
Виступав, зокрема, за клуб «Динамо» (Москва), а також національну збірну СРСР.
Дворазовий володар Кубка СРСР. Чемпіон СРСР. 

## Клубна кар'єра
У дорослому футболі дебютував 1965 року виступами за команду клубу «Динамо» (Ленінград), до якої потрапив, привернувши увагу її тренерів виступами за студентську команду.
У 1966 році перейшов до клубу «Динамо» (Москва), за який відіграв 10 сезонів.  Більшість часу, проведеного у складі московського «Динамо», був основним гравцем атакувальної ланки команди. За цей час виборов титул чемпіона СРСР. Завершив професійну кар'єру футболіста виступами за команду «Динамо» (Москва) у 1976 році.
Помер 15 березня 1998 року на 55-му році життя у місті Москва.

## Виступи за збірну
У 1966 році дебютував в офіційних матчах у складі національної збірної СРСР. Протягом кар'єри у національній команді, яка тривала 8 років, провів у формі головної команди країни 35 матчів, забивши 6 голів.
У складі збірної був учасником чемпіонату Європи 1968 року в Італії, чемпіонату світу 1970 року у Мексиці, чемпіонату Європи 1972 року, на якому радянська команда здобула срібні медалі.

## Титули і досягнення
- Віце-чемпіон Європи: 1972
- Бронзовий олімпійський призер: 1972
- Володар Кубка СРСР (2):

«Динамо» (Москва):  1967, 1970
- Чемпіон СРСР (1):

«Динамо» (Москва):  1976 (весна)